# Volutaria djiboutensis
Volutaria djiboutensis là một loài thực vật có hoa trong họ Cúc. Loài này được Wagenitz miêu tả khoa học đầu tiên năm 1996.